# Liste der Kulturdenkmäler in Bitzen
In der Liste der Kulturdenkmäler in Bitzen sind alle Kulturdenkmäler der rheinland-pfälzischen Gemeinde Bitzen aufgelistet. Grundlage ist die Denkmalliste des Landes Rheinland-Pfalz (Stand: 4. Mai 2023).

## Einzeldenkmäler
| Bezeichnung | Lage                | Baujahr  | Beschreibung                                                                                  | Bild |
| ----------- | ------------------- | -------- | --------------------------------------------------------------------------------------------- | ---- |
| Villa       | St. Andreas 11 Lage | vor 1914 | Villa, teilweise Fachwerk bzw. verschiefert, eingeschossiges Nebengebäude, wohl kurz vor 1914 | BW   |